# Большой арсенал (Гданьск)

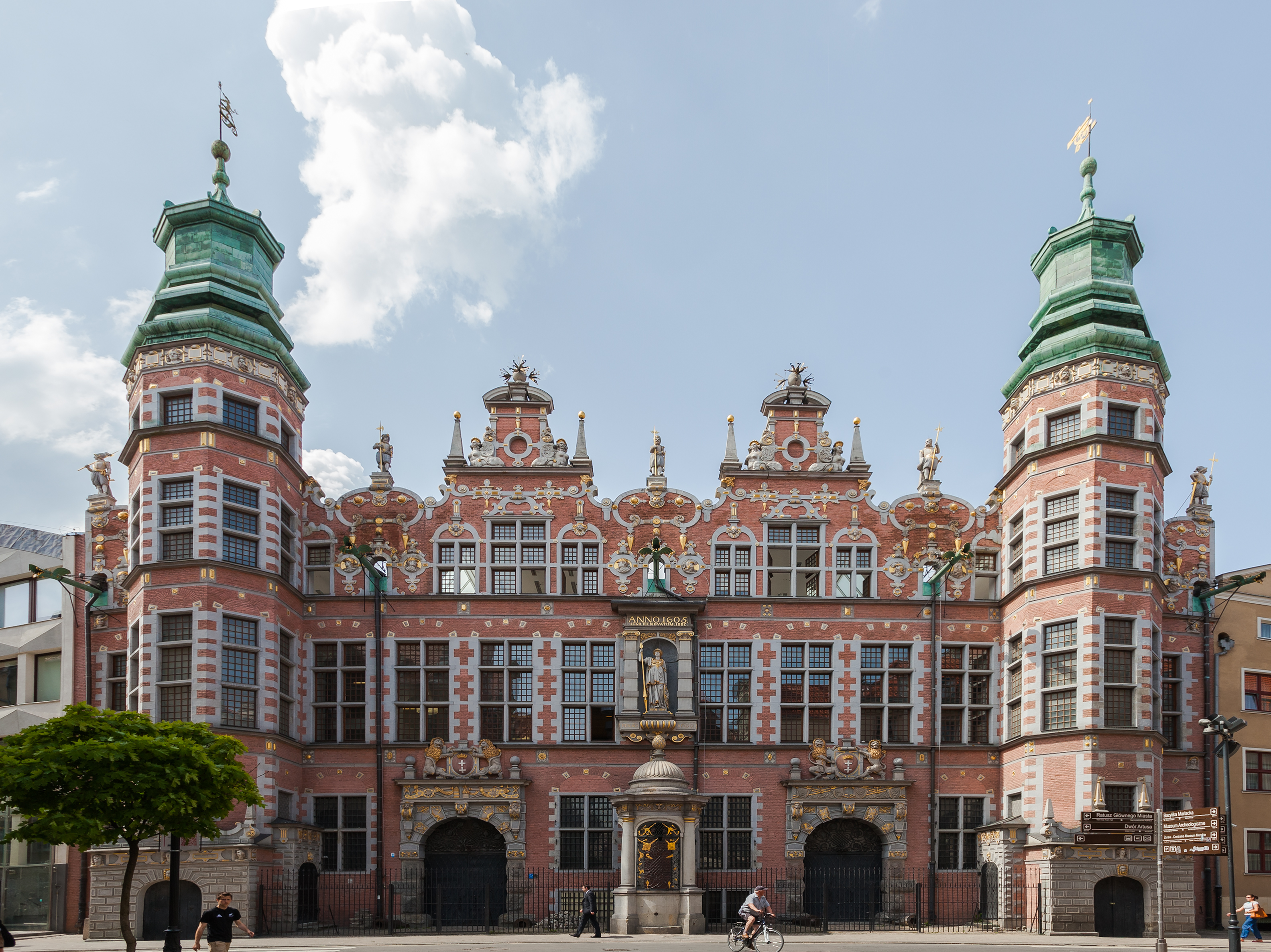
Фасад со стороны Пивной улицы

Большой арсенал (пол. Wielka Zbrojownia, нем. Große Zeughaus) — одна из достопримечательностей Гданьска, памятник архитектуры начала XVII века. Большой арсенал одним фасадом выходит на Угольный рынок (пол. Targ Węglowy), другим — на Пивную улицу (пол. Ulica Piwna). К нему примыкает более старая оборонительная Соломенная башня XIV века.
Большой арсенал был построен в 1600—1609 годах по проекту фламандского архитектора Антони ван Оббергена (Antoni van Obberghen) в стиле нидерландского маньеризма (ренессанса), декорации фасада были спроектированы Вильгельмом ван дер Мером (Wilhelm van der Meer) и Абрахамом ван дер Блоком (Abracham van der Blocke). В числе декоративных элементов фасада здания — герб Гданьска и статуя древнеримской богини Минервы.
Большой арсенал использовался по прямому назначению, то есть как склад оружия, до XIX века. Здание не раз перестраивалось и было практически уничтожено во время бомбардировок Гданьска в 1945 году. Воссоздано в 1947-1965 гг. в предполагаемых формах XVII века.
После реставрационных работ 2000-2005 гг. на первом этаже Большого арсенала расположен продуктовый магазин, а верхние этажи занимает Академия изящных искусств.

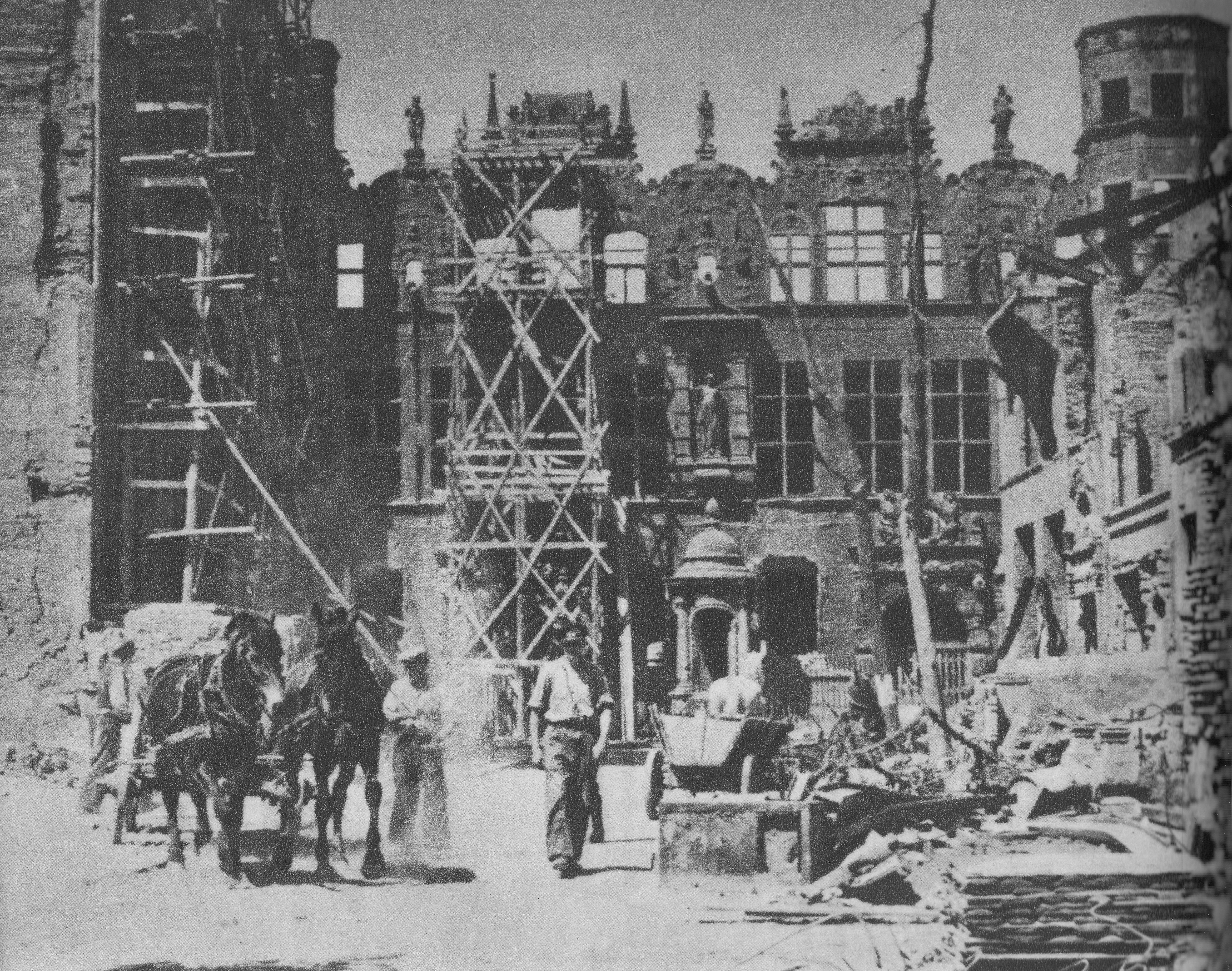
Иллюстрация из путеводителя 1952 года
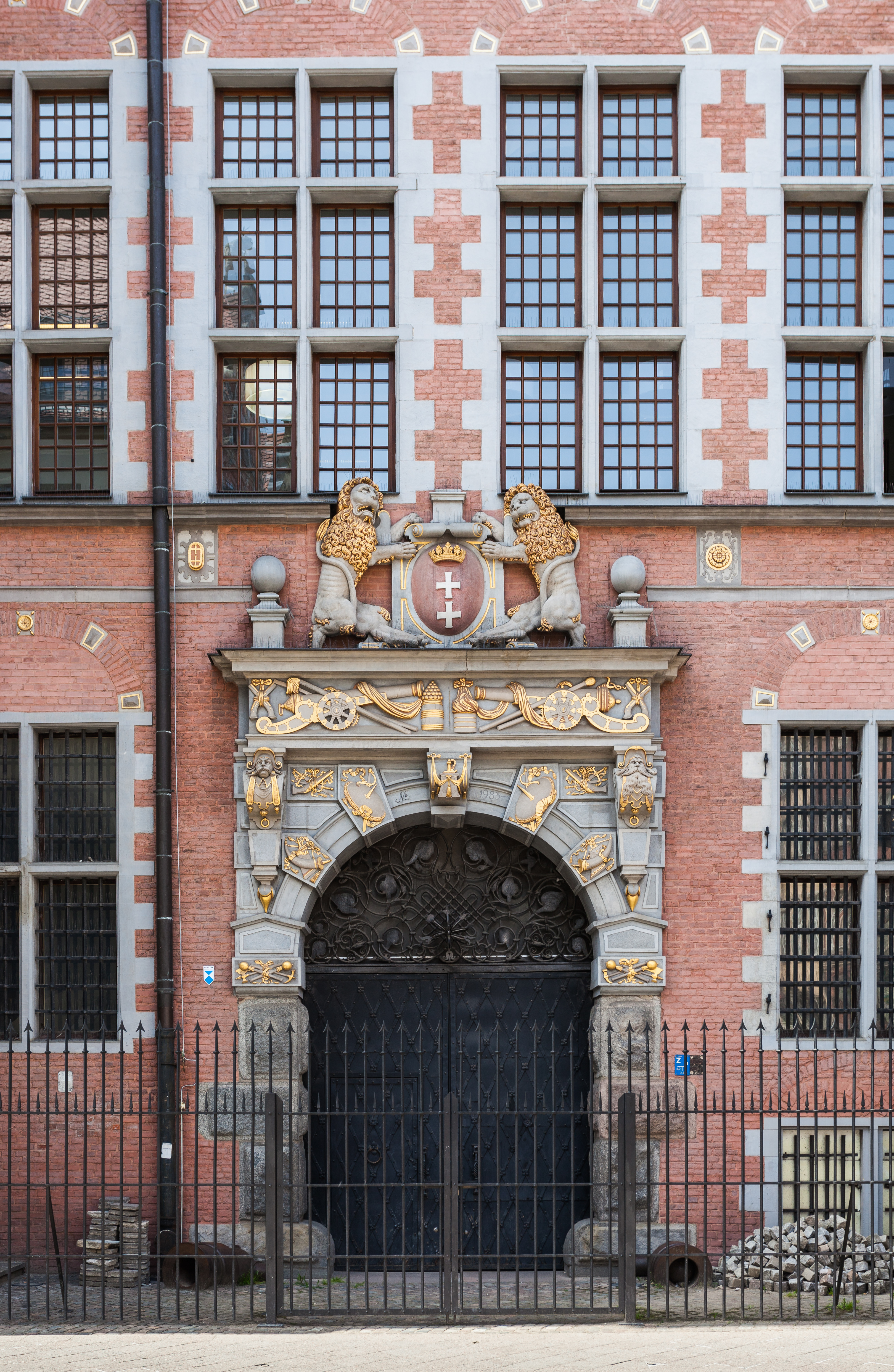
Главный вход
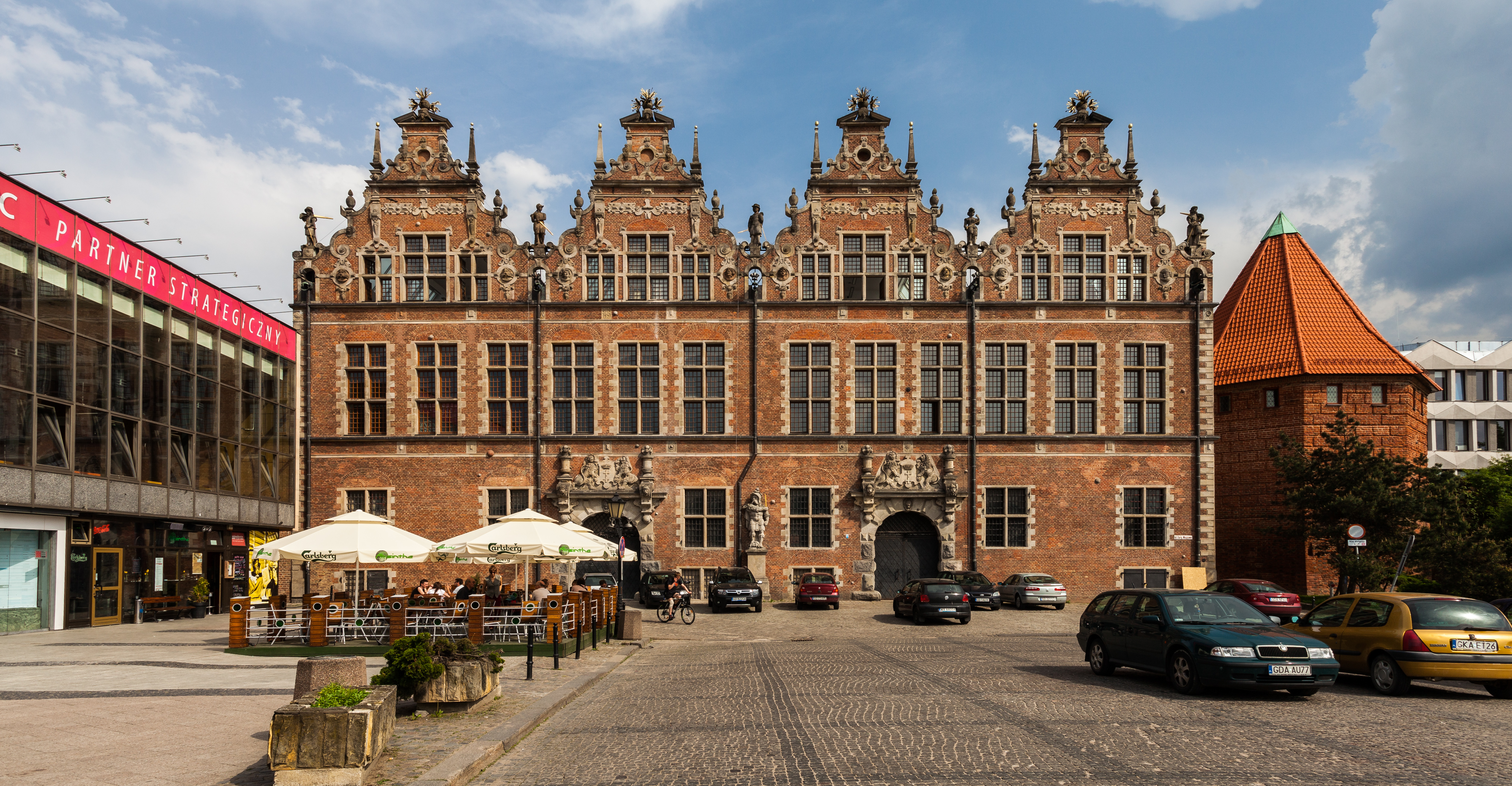
Фасад со стороны Угольного рынка
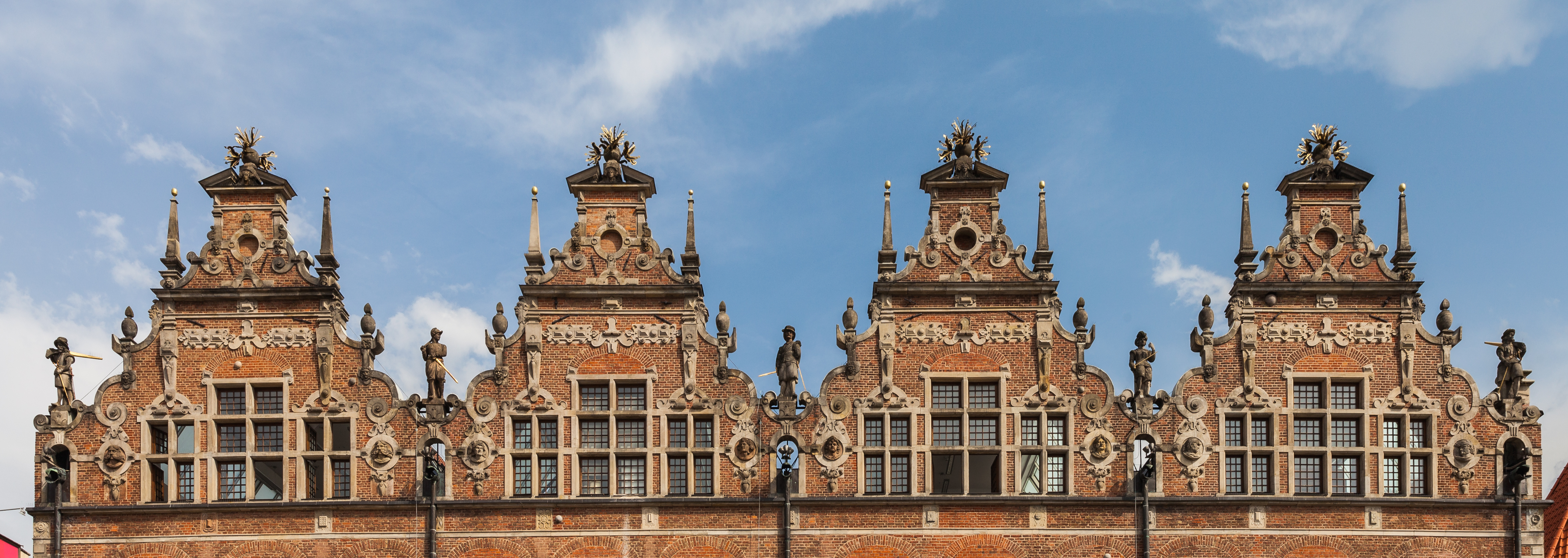
подробно